# بولاي موزيل
بولاي موزيل هي بلدية في مقاطعة موزيل في جراند إيست في شمال شرق فرنسا، تأسست محلية في البلدية عام 1972 حتى عام 2015.

## أنظر أيضا
- كامب دو بان سان جان
- كوميونات دائرة موزيل